# Villigen
Villigen es una comuna suiza situada en el distrito de Brugg, en el cantón de Argovia. Tiene una población estimada, a fines de 2023, de 2139 habitantes.